# Alberik Utrechtský
Svatý Alberik Utrechtský (úmrtí 21. srpna 784, Utrecht) byl biskup utrechtský.

## Život
Byl synovcem svatého Řehoře Utrechtského a pravnukem svaté Adély z Pfalzelu.
Před přijetím mnišství známe jen málo informací o jeho životě. Byl mnichem v klášteře svatého Martina v Utrechtu. Odešel do Itálie a po svém návratu do vlasti zemřel opat kláštera a jeho strýc Řehoř. Alberik se stal jeho nástupcem. Roku 777 se stal biskupem Utrechtu.
Během jeho služby biskupa rozpustil anglosaské vztahy a diecéze byla včleněna do franckého církevního systému.
Podporoval misie mezi Frísy a nechal zničit všechna pohanská místa uctívání v oblasti svého vlivu.
Zajímal se o vědu a jeho přítelem byl anglický filosof a teolog Alcuin.